# Piotr Magierski
Piotr Magierski (ur. 29 kwietnia 1969 w Warszawie) – polski fizyk, profesor nauk fizycznych, nauczyciel akademicki wykładający na Politechnice Warszawskiej. Specjalista fizyki układów nadciekłych.

## Życiorys
Piotr Magierski jest absolwentem Wydziału Fizyki i Matematyki Stosowanej Politechniki Warszawskiej (PW). Uzyskał tytuł magistra inżyniera podstawowych problemów techniki. Studia ukończył  z wyróżnieniem w roku 1992, otrzymał także nagrodę II stopnia za wyróżniającą pracę magisterską przyznawaną przez Polskie Towarzystwo Fizyczne.
Następnie, na tym samym wydziale, podjął studia doktoranckie, które zakończył w 1995 r. obroną pracy pt. Wpływ oddziaływań resztkowych na momenty bezwładności jąder atomowych. Promotorem pracy doktorskiej był prof. Witold Nazarewicz. Był laureatem stypendium START Fundacji na rzecz Nauki Polskiej dla wybitnych młodych uczonych.
Od 1996 r. jest nieprzerwanie zatrudniony na Wydziale Fizyki PW. W latach 1996–1999 pracował jako postdoc w sztokholmskim Królewskim Instytucie Technicznym. Habilitację otrzymał w 2002 r. na podstawie pracy habilitacyjnej Własności wzbudzeń kolektywnych w układach jądrowych i ich związek ze strukturą powłokową. W tym samym roku została mu przyznana nagroda im. Zdzisława Szymańskiego za „badanie efektów powłokowych w układach fermionowych od jąder atomowych poprzez układy mezoskopowe po gwiazdy neutronowe”. Z kolei w 2010 r. Prezydent RP Bronisław Komorowski przyznał mu tytuł profesora nauk fizycznych. Od 2008 roku jest profesorem afiliowanym University of Washington. Od 2015 roku kieruje Zakładem Fizyki Jądrowej Wydziału Fizyki PW. 
W roku 2021 otrzymał nagrodę Polskiego Towarzystwa Fizycznego za „cykl prac dotyczących dynamiki reakcji jądrowych, fizyki kwantowych gazów atomowych, fizyki gwiazd neutronowych oraz metod opisu kwantowych układów wielu ciał”.

## Ciekawostki
Był konsultantem naukowym filmu Photon (2017) w reż. Normana Leto.